# إم. كليفورد تاونسند
إم. كليفورد تاونسند هو سياسي أمريكي، ولد في 11 أغسطس 1884 في مقاطعة بلاكفورد في الولايات المتحدة، وتوفي في 11 نوفمبر 1954 في هارتفورد سيتي في الولايات المتحدة. نشط حزبياً في الحزب الديمقراطي. وقد انتخب حاكم إنديانا ‏ (11 يناير 1937 – 13 يناير 1941) وانتخب نائب حاكم إنديانا ‏.